# Johann David Hartmann
Johann David Hartmann (* 1. Juni 1761 in Aschersleben; † 4. Dezember 1801 in Holzminden) war ein deutscher Pädagoge, Philologe und Lyriker.

## Leben
Hartmann studierte Theologie und Philosophie in Helmstedt und Halle. Anschließend wurde er Collaborator an der Domschule in Halberstadt, wo er auch Mitglied der Literarischen Gesellschaft war, danach war er Lehrer am Friedrichswerderschen Gymnasium in Berlin. In Berlin war er Mitglied des von Friedrich Gedike gegründeten Seminars für gelehrte Schulen.
Ab 1790 war er Professor und Direktor des Gymnasiums in Bielefeld, 1794 ging er an das Friedrichs-Gymnasium nach Herford, 1798 schließlich an die Kloster- und Hohe Stadtschule in Holzminden, deren Leitung mit dem Titel eines „Priors von Kloster Amelungsborn“ verbunden war.
Der Großteil von Hartmanns Schriften befasst sich mit pädagogischen Fragen, daneben gibt es einige philologische Publikationen, darunter Hesiod-Ausgabe und -Übersetzung. 
In seinen literarischen Arbeiten zeigt er die Zugehörigkeit zum Umfeld Gleims und folgt, zum Beispiel in den Briefen an eine Freundin über Schönheit, Grazie und Geschmack von 1784 und in den Komische Erzählungen in Versen von 1785, anakreontischem Vorbild. Von seinen lyrischen Arbeiten wurde einiges verstreut in den Halberstädter gemeinnützigen Blättern (1791) und im Berliner Musenalmanach (1792) publiziert, daneben gibt es Preisgedichte auf preußische Könige, zum Beispiel Der Patriot am Grabe Friedrichs des Einzigen von 1786.

## Werke
- Briefe an eine Freundin über Schönheit, Grazie und Geschmack. Berlin 1784, Digitalisat.
- Komische Erzählungen in Versen. Von einem Freunde frohen Scherzes und heitrer Laune. Berlin 1785, Digitalisat.
- Huldigungsfeier am Throne Friedrich Wilhelms des Vielgeliebten. Halberstadt 1786.
- Der Patriot am Grabe Friedrichs des Einzigen. Berlin 1786, Digitalisat.
- De Phoebo Apolline veteris Graeciae ac Latii. Halle 1787, Digitalisat.
- Anweisung zum Briefschreiben für die adliche Jugend beyderley Geschlechts. Berlin 1789. Auch unter dem Titel: Adlicher Briefsteller. Ein Neujahrsgeschenk für die adliche Jugend beyderley Geschlechts. Pauli, Berlin 1789. (Digitalisat)
- Merkwürdige Lebensgeschichte eines niedersächsischen Edelmanns. Berlin 1789.
- Friedrich Wilhelm, der Freund des Friedens. Ein Hymnus zum Geburtstag des Königs. Bielefeld 1790.
- Handbuch für Teutschlands Söhne und Töchter. Berlin 1790.
- Nachricht von der neuen Einrichtung des Gymnasiums in Bielefeld. Bielefeld 1790, Digitalisat.
- Über die moralische Bildung der Jugend auf Schulen. Berlin 1790, Digitalisat.
- Von den Kennzeichen einer guten und wohlgeordneten Schule […]. Bielefeld 1790.
- Einige Gedanken über die Pflicht der Eltern, zur Bildung ihrer Kinder auf Schulen mitzuwirken. Bielefeld 1793.
- Kurzer Abriß der neuesten Erdbeschreibung zum Gebrauche in Schulen. Frankfurt am Main u. a. 1794. Digitalisat.
- Über die ältesten Lehrdichter der Griechen. Herford 1794.
- Beyträge zur christlichen Kirchen- und Religionsgeschichte. Jena 1795.
- Versuch einer Culturgeschichte der vornehmsten Völker Griechenlands. Für die studierende Jugend. 2 Bde. Lemgo 1796 u. 1800, Bd. 1, 2.
- Versuch einer allgemeinen Geschichte der Poesie von den ältesten Zeiten an. Ein Beitrag zur Geschichte der menschlichen Kultur. 2 Bde. Leipzig 1797 u. 1798, Bd. 1, 2.
- Gedanken über das Wesen eines guten sittlichen Tons auf Schulen und die Mittel, ihn einzuführen und zu erhalten. Holzminden 1799.

Übersetzungen und Herausgaben:
- Brossais Du Perray: Bemerkungen und Betrachtungen die Bastille betreffend. Berlin 1789. Übersetzung von John Howards englischer Übersetzung des französischen Originals Remarques historiques et anecdotes sur le château de la Bastille von 1774.
- Mit Ludwig Wachler: Hēsiodu Erga Kai Hēmerai. Hesiods moralische und ökonomische Vorschriften. Lemgo 1792, Digitalisat.
- Hesiod's Schild des Herakles, nebst den Schilden des Achilleus und Aeneas von Homer und Virgil. Metrisch verdeutscht […]. Lemgo 1794, Digitalisat.